# 黒河内豊
 黒河内 豊 （くろこうち ゆたか、1950年（昭和25年）9月14日  - ）は、日本の実業家。元新聞記者。

## 略歴・人物
1975年慶應義塾大学商学部卒業。同年、読売新聞社に入社。記者として政治部等を担当した後1996年秘書部長、1997年労働部長、2002年読売新聞東京本社宣伝部長、2006年同メディア戦略局次長、2008年福島民友新聞社取締役事業担当、2011年札幌テレビ放送取締役、2012年テレビ金沢代表取締役副社長、2014年同代表取締役社長、2018年同代表取締役会長、2020年札幌テレビ放送監査役。